# Méthamphétamine
Pour les articles homonymes, voir ICE et Tina.
La méthamphétamine ou N-méthyl-amphétamine est une drogue de synthèse sympathicomimétique et psychoanaleptique.  
Elle provoque, entre autres, comme l'amphétamine dont elle est très proche, une hypertension artérielle, une tachycardie et une intense stimulation mentale. Très addictive, ses effets à long terme peuvent être dévastateurs.
Pure, la méthamphétamine se présente sous une forme solide cristalline (d'où sa dénomination de « crystal »), incolore et inodore, qui peut rappeler du verre pilé ou de la glace (d'où sa dénomination de « ice »). Elle se consomme généralement fumée dans une pipe, ou prisée.

## Historique
L'amphétamine, découverte avant la méthamphétamine, fut d'abord synthétisée en 1887 en Allemagne par le chimiste roumain Lazăr Edeleanu qui l'appela phénylisopropylamine,.
Peu de temps après, la méthamphétamine fut synthétisée à partir de l'éphédrine en 1893 par le chimiste japonais Nagai Nagayoshi.
Trois décennies plus tard, en 1919, le chlorhydrate de méthamphétamine fut synthétisé par le pharmacologiste japonais Akira Ogata via la réduction de l'éphédrine en utilisant du phosphore rouge et de l'iode.
La forme HCl a été synthétisée, brevetée en 1937 et commercialisée dès 1938 par la société pharmaceutique allemande Temmler Werke GmbH sous la marque « Pervitin ».
Comme les amphétamines, elle a largement été utilisée par les soldats lors de la Seconde Guerre mondiale, notamment des Allemands, des Finlandais, mais également des Japonais. L'étude des effets secondaires n'ayant pas été poussée encore très loin à cette époque, des doses étaient ainsi administrées fréquemment.
Le 9 novembre 1939, Heinrich Böll, prix Nobel de littérature, stationné en Pologne, écrit à ses parents pour leur demander de la Pervitin. Les médecins militaires allemands bourraient aussi le chocolat de méthamphétamine, donnant le Fliegerschokolade ou « chocolat des aviateurs » aux soldats.

## Erreur fréquente
Une erreur répandue est que le Scho-Ka-Kola contenait de la Pervitin, une puissante méthamphétamine. Cette erreur vient du fait que le « Fliegerschokolade » (ou chocolat pour aviateurs) était un autre nom donné au Scho-Ka-Kola car il faisait partie des stimulants légers contenant de la caféine. Ce chocolat équipait les soldats de l'air allemande (Luftwaffe) pendant la Seconde Guerre mondiale. Un des autres stimulants qui faisait partie de leur équipement était le « Fliegermarzipan » (ou massepain pour aviateurs) qui, lui, contenait de la Pervitine. D'où la confusion entre les noms « Fliegerschokolade » et « Fliegermarzipan » et son lien abusif avec le Scho-Ka-Kola.

Comme d'autres drogues, la Pervitin fut testée sur des araignées dès les années 1950. Celles qui y furent exposées, même à de faibles doses, produisirent des toiles tout à fait anormales,,,. Plus la toxicité du produit est élevée, plus l'araignée laisse de trous dans sa toile.
Son utilisation se banalise dans les années 1950. 5 % des adultes américains en consomment à la fin des années 1960, dont deux tiers en dehors de tout cadre légal. En France, une méthamphétamine, le Maxiton, est également très appréciée, notamment des étudiants.
Elle est un temps commercialisée comme un médicament aux États-Unis pour divers problèmes médicaux, allant de l'obésité à la dépression. Mais depuis 1970, elle est classée comme stupéfiant. Sa consommation s'est développée à partir de la Corée et des Philippines sur la côte ouest des États-Unis vers 1985, puis la côte est, au cours des années 1990.
Au début des années 2000, l'ice et le crystal ont fait leur apparition sur le marché des drogues britanniques.
Aujourd'hui, cette méthamphétamine est fabriquée à partir de divers médicaments. On la trouve fréquemment dans les anciens pays communistes d'Europe. Selon un rapport de l'Observatoire européen des drogues et des toxicomanies, neuf des dix laboratoires produisant illégalement de la méthamphétamine, découverts dans l'Union européenne en 2017, étaient situés sur le territoire tchèque.

## Chimie
La méthamphétamine est un produit chimique appartenant au groupe des amphétamines. Elle diffère de l'amphétamine par l'ajout d’un groupement méthyle sur l'atome d'azote. L'atome de carbone en α de l'amine est stéréogène, induisant une chiralité. La méthamphétamine possède deux énantiomères, R et S. Seul l'énantiomère S est utilisé comme drogue car il est le seul actif.

## Synthèse
Les principaux précurseurs sont des décongestionnants nasaux vendus (avec des restrictions) en pharmacie : pseudoéphédrine, phénylpropanolamine (PPA) et éphédrine.
Ces synthèses ne sont pas énantiosélectives, et produisent donc un mélange racémique des énantiomères de la méthamphétamine.
Plusieurs méthodes de synthèse existent, mais les principaux produits secondaires utilisés sont : le phosphore rouge, l'iode, le lithium, l'ammoniac anhydre, ainsi que des solvants, bases et acides (toluène, acide sulfurique, acide iodhydrique et chlorhydrique, soude et ammoniaque) entre autres.

### Synthèse par amination réductrice
La synthèse s'opère à partir de la phénylacétone (P2P), et implique de la méthylamine. Il se forme l'imine de la méthamphétamine, ensuite réduite en présence d'aluminium ou de mercure.

### Synthèse par réduction de la pseudoéphédrine
La synthèse s'opère à partir d'éphédrine, et implique du phosphore rouge et de l'iode, ainsi que du lithium.
La manipulation de ces produits chimiques reste malgré tout dangereuse, ce qui donna lieu à plusieurs accidents, aux États-Unis notamment (explosions et intoxications), des produits comme la phosphine, un gaz très toxique pouvant se former lors de la réaction.
Cette synthèse relativement aisée peut être réalisée à partir de produits relativement courants même s'ils sont de plus en plus contrôlés. Il se développe ainsi de nombreux petits laboratoires indépendants produisant de petites quantités. Cette facilité de production engendre de graves problèmes de santé publique.
La 3,4-méthylènedioxy-N-méthyl-amphétamine ou MDMA, plus connue sous le nom d'ecstasy, est un composé proche.

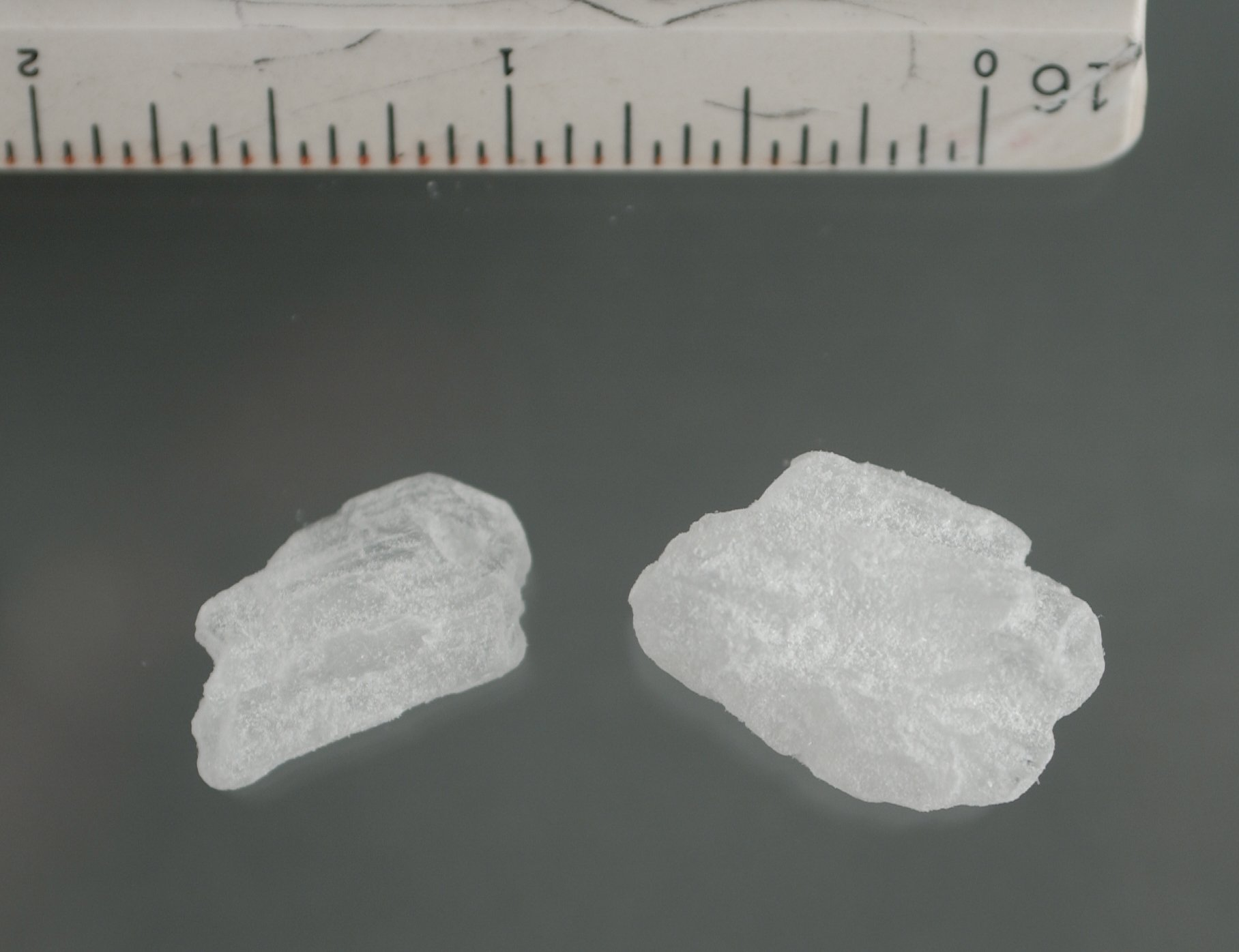
Méthamphétamine pure.

### Impuretés
On estimait en 2002 qu'environ 80 % de la méthamphétamine produite dans le sud-est de l’Asie provenait de producteurs installés à la frontière entre la Thaïlande et la Birmanie. Ces comprimés étaient typiquement composés de 20-30 % de chlorhydrate de méthamphétamine, 60-70 % de caféine, et un pourcentage très variable d'amidon, de pigments et de divers composés aromatiques, généralement issus des solvants utilisés lors de la synthèse. Des traces d'éphédrine et de ses dérivés, ainsi que d'éthylvanilline ont notamment été signalés. En 2022, plus de 90 % des saisies de méthamphétamines ont toujours lieu en Asie du Sud-Est, en particulier dans la région du Triangle d'or en Thaïlande.

## Pharmacologie
La méthamphétamine est un stimulant dopaminergique, ce qui provoque une grande agitation, et noradrénergique, et possède une pharmacologie comparable à celle de l'amphétamine, bien qu'étant plus puissante, selon certains auteurs. Elle exerce une influence particulièrement grande sur le système de récompense, ce qui expliquerait pourquoi elle provoque une grande dépendance.
Elle augmente également la libération de sérotonine, mais ne semble pas agir par ce biais sur l'agressivité.
Dans le système nerveux, c'est un agoniste du récepteur intracellulaire TAAR1, dans la zone terminale du neurone présynaptique. Il entre dans celui-ci par un transporteur dopaminergique (DAT), un transporteur noradrénergique (NORT) ou un transporteur sérotoninergique (SERT) où se produit une inhibition directe de la recapture monoaminergique.
Lorsqu'elle se fixe aux récepteurs TAAR1, elle accroît le taux d'AMPC, qui provoque, par une cascade de réaction, trois phénomènes :
- l'inhibition de la transcription des transporteurs monoaminergiques dans le noyau de la cellule ;
- la phosphorylation des transporteurs en circulation dans la synapse, provoquant une inhibition indirecte de la recapture monoaminergique ;
- la libération des monoamines en agissant via les transporteurs vésiculaires VMAT2. En effet, leur régulation permet de contrôler le taux de monoamines libérées des vésicules. Lorsqu'ils ne sont plus régulés, leurs fonctions sont accentuées et le taux de monoamines augmente.

La méthamphétamine est également un puissant inhibiteur de monoamine oxydase non sélective (A et B).

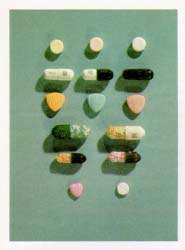
Comprimés et gélules de méthamphétamine aussi connus sous le nom de yaa baa.

## Effets et conséquences
- Effets recherchés :
  - confiance en soi décuplée ;
  - stimulation de la vigilance[4] ;
  - stimulation de l’endurance ;
  - diminution de la fatigue/faim ;
  - euphorie[4] ;
  - sensation d’invincibilité ;
  - stimulation mentale ;

Dans une enquête de 2011 auprès de 292 experts cliniques en Écosse, la méthamphétamine a été classée 3e pour le préjudice personnel et 4e pour le préjudice causé à la société, sur 19 drogues récréatives courantes (voir aussi à ce sujet : Classification des psychotropes).

  - stimulation de la libido, retard à l'éjaculation.
- Effets secondaires :
  - anxiété, agitation[4] ;
  - diminution de la concentration[4] ;
  - importante perte de poids ;
  - inflammation de la peau (« boutons du speed ») ;
  - léthargie ;
  - déshydratation ;
  - lésions et destruction sévère des dents et de la cavité buccale.
- Autres effets à long terme :
  - hallucinations, délires ;
  - paranoïa ;
  - comportements violents ;
  - dépression ;
  - troubles du sommeil et de la circulation sanguine ;
  - dérèglement du cycle menstruel chez les femmes.

Les effets de la prise de méthamphétamine durent de 8 à 24 heures et son effet se fait encore sentir dans le corps pendant au moins trois jours. Un usage répété peut entraîner une dépendance. Une dépendance psychologique apparaît rapidement ; il n'est cependant pas prouvé qu'une prise unique peut créer une dépendance.
L'usage prolongé et répété peut induire des troubles comportementaux. Elle peut, éventuellement, provoquer de violentes hallucinations (fatigue, parfois — rarement — « psychose amphétaminique ») et un effet d'éveil important (trois, quatre jours sans dormir).
Synthétisée principalement à partir de pseudoéphédrine, un décongestionnant nasal en vente libre, elle pose un réel problème de santé publique dans certains pays par la dépendance qu'elle induit et ses effets délétères sur la santé.
En 2012, le site internet rehabs.com a lancé une campagne choc contre la consommation de méthamphétamine. Intitulée « Les horreurs de la méthamphétamine », elle met en scène une série de photos montrant les dégâts physiques que cause cette drogue sur plusieurs années.

## Usage militaire
La méthamphétamine a souvent été donnée aux troupes combattantes et aux pilotes, en temps de guerre, par leur gouvernement. Pendant la Seconde Guerre mondiale, elle a été utilisée chez des belligérants des deux camps,,.

### Royaume d'Italie
Les commandos italiens consommaient les tablettes de « Simpamina D » (dextrométhamphétamine)[réf. nécessaire], fabriquées par la société pharmaceutique italienne Recordati.

### Empire du Japon
Pour faciliter leurs missions-suicides, les kamikazes utilisaient le Philopon,, « Hiropon » (laboratoire Dainippon Sumitomo Pharma).
À la fin de la guerre, les militaires démobilisés et les civils écoulent les stocks et provoquent l'accoutumance de 5 % des jeunes japonais dans les années 1950. Déboussolés par la défaite fulgurante et les bombardements atomiques d'Hiroshima et Nagasaki, les consommateurs étaient des millions. « Philopon vide la tête et donne le tonus au corps » prônait une publicité,.

### États-Unis et Royaume-Uni
Aux États-Unis et au Royaume-Uni, la substance était connue sous les noms de Methedrine,, ou Pervitine, mais les soldats américains ont privilégié l'usage de l'amphétamine. En trois ans, l'armée britannique consomme 3 millions de doses et l'armée américaine 180 millions de doses.[source détournée]

### Allemagne nazie

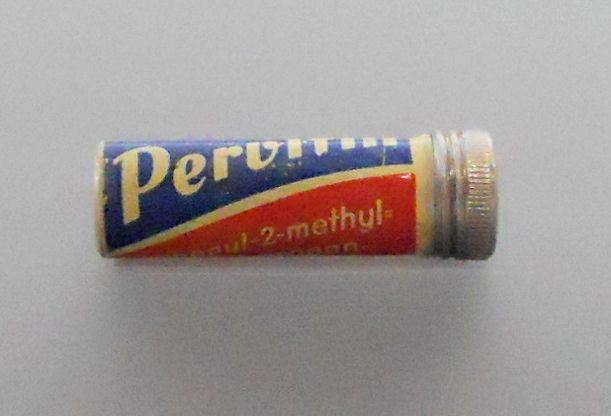
Dose de Pervitin, Tablettenröhrchen Pervitin, 0.003 gramme l-phenyl-2-methylaminopropane (1939).

La substance est commercialisée sous les noms de Pervitin, du laboratoire Temmler et Isophan, une version légèrement différente, fabriquée par le laboratoire Knoll Pharmaceuticals (en).
Durant la Seconde Guerre mondiale, la Wehrmacht (armée allemande) a distribué de la Pervitin dans ses divisions à tous les niveaux, soit trois millions de soldats. Elle est utilisée sous le nom de « Panzerschokolade », « Fliegerschokolade », « Stuka-Tabletten » ou encore « pilules Hermann Göring » (« Hermann-Göring-Pillen ») ou pour les pilotes (« Fliegermarzipan »). Le chocolat noir énergisant était enrichi à l'époque, à la caféine ou à la Pervitin,. Le but recherché était la préparation au combat, la diminution de l'anxiété, l'augmentation de la puissance, la concentration et l'agressivité des soldats et des pilotes ; de plus, les soldats pouvaient rester éveillés pendant plus de 24 heures. Entre avril et juin 1940, la Wehrmacht et la Luftwaffe, armée de l'air allemande, ont utilisé plus de 35 millions de comprimés de Pervitin essentiellement pour les soldats spécialisés (aviateurs, tankistes),.
Le 1er juillet 1941, Leonardo Conti, le chef de la santé du Reich, obtient la classification de la Pervitin parmi les produits définis par la « loi du Reich sur les opiacés (de) ». Il condamne l’usage privé de la Pervitin mais ne remet pas en cause son utilisation à des fins militaires. Cette modification de législation rendit la Pervitin disponible seulement sous prescription, la loi du Reich sur les opiacés ne s'appliquant pas aux forces militaires. Cela n'en a pas réduit l'utilisation de manière significative car les médecins continuèrent à délivrer les prescriptions, à une cadence élevée.
À partir de 1943, la production de Pervitin devient insuffisante pour répondre à la demande, et par exemple le soldat Heinrich Böll, futur écrivain allemand, écrivit, « en manque », à sa famille pour en obtenir à titre personnel. La Pervitin continue en effet à être disponible en pharmacie, jusque dans les dernières semaines du conflit.
Le 16 mars 1944, à Kiel, le vice-amiral Hellmuth Heye réclame une pilule plus efficace, qui « puisse stimuler les soldats et en même temps augmenter leur estime de soi ». Le pharmacologue Gerhard Orzechowski présente alors une pilule nommée « D-IX ». Elle contient un cocktail de cinq milligrammes de cocaïne synthétisée par Merck KGaA, trois milligrammes de Pervitin et cinq milligrammes d'Eudokal, un antidouleur puissant à base de thébaïne. Les essais ont lieu sur les prisonniers du camp de concentration de Sachsenhausen à partir de novembre 1944, qui pouvaient parcourir jusqu'à 90 kilomètres sans se reposer. Ces pilules seront avalées, en particulier, par les équipages des « torpilles humaines Neger » et des sous-marins de poche « Biber (Castor) » et « Seehund (Phoque) ». La capitulation, le 4 mai 1945 des forces nazies du Danemark, des Pays-Bas et du nord de l'Allemagne, stoppe le développement de cette véritable bombe chimique.

## Usage pour fuir la RDA
Après une préparation physique intense, effectuée discrètement pendant deux ans, le 14 juillet 1971, à Kühlungsborn, alors en République démocratique allemande, Peter Döbler, médecin de 31 ans et excellent nageur, rejoint à la nage le phare de Staberhuk, sur l’île de Fehmarn, distante de 48 kilomètres, de l’autre côté du rideau de fer. Il atteint son objectif après une traversée en haute mer, effectuée en 25 heures, sans boire ni manger, aidé seulement par plusieurs prises espacées de comprimés de méthamphétamine, et par quelques barres de chocolat,.

## Usage sportif
En 1953, l'alpiniste autrichien Hermann Buhl a utilisé de la Pervitine, sur les conseils du médecin de l'expédition, pour sa première ascension du Nanga Parbat.
En octobre 2010, une enquête allemande a révélé que la victoire de la République fédérale d'Allemagne lors de la coupe du monde de football de 1954 était imméritée, car l'équipe allemande s'était dopée à la Pervitine,,,.

## Usage détourné et récréatif
La méthamphétamine est utilisée pour le dopage. « Drogue de travail », elle a été utilisée par des routiers pour rester éveillés pendant leurs longs trajets. Elle est répertoriée par la convention sur les substances psychotropes de 1971.
En 2005, le Canada a augmenté la peine maximale encourue pour la production et la distribution de méthamphétamine, la faisant passer de dix ans à la prison à vie, et classant la méthamphétamine au même rang que la cocaïne et l'héroïne.
La méthamphétamine est généralement fumée sous sa forme cristalline, ou ingérée sous forme de pilules. Les usagers-injecteurs liquéfient les cristaux avec de l'eau pour pratiquer l'injection.
À San Francisco, la méthamphétamine est particulièrement répandue au sein de la communauté gay et notamment au sein d'une sous-culture connue sous le nom de party & play. Ainsi s'opère de manière informelle et par le biais de sites gay, un échange de doses de méthamphétamine contre des relations sexuelles.

## Aspects économiques

### En Océanie
Selon un chercheur néo-zélandais, 10 % de la production mondiale proviendrait d'Australie et de Nouvelle-Zélande, même si la majorité de la méthamphétamine est toujours produite en Asie (chiffres de 2006).

### En Asie
En Birmanie d'après les ouvrages de Pierre-Arnaud Chouvy, 800 millions de pilules de méthamphétamine ont été produites en 2002, dont une partie non négligeable est consommée en Asie du Sud-Est. Et ce, pour des laboratoires qui ont dû être implantés vers 1993.
Cette production et le trafic qui en découle sont situés près de la frontière avec la Thaïlande qui subit les effets de la consommation parmi ses habitants.
Racémate de méthamphétamine : le ya ba (yaaba, yaa baa) aussi appelé « médicament qui rend fou » (crazy medicine) est la méthamphétamine produite dans le Triangle d'or, associée à de la caféine, et très populaire en Orient.
À la frontière de la Thaïlande et du Laos, le principal producteur serait une milice ethnique et indépendante alliée à la junte militaire birmane, la United Wa State Army (UWSA ou « Armée unie de l'État de Wa ») qui contrôle une partie de la province de l'État Shan. D'après les spécialistes de la drogue dans le monde, cette armée serait la plus structurée et puissante des producteurs de drogues (près de 30 000 hommes). Cette armée est contrôlée par le frère aîné de Bao You-Xiang's, Bao You-Yi,. Depuis une dizaine d'années, en raison de son tarif très faible et de sa rentabilité pour les trafiquants, cette drogue fait des dégâts de plus en plus importants sur la population thaïlandaise, laotienne et sur les jeunes touristes étrangers. Cependant en Thaïlande, en juin 2016, le Conseil national pour la paix et le maintien de l'ordre, junte militaire au pouvoir depuis le coup d’État du 22 mai 2014, envisage de dépénaliser l'usage du Ya Ba dans le pays,.
Selon des témoignages de réfugiés nord-coréens, la Corée du Nord ferait face à une augmentation rapide de la consommation de méthamphétamine depuis 2007. Près de 50 % de la population nord-coréenne adulte en consommerait, du moins dans les régions frontalières avec la Chine, selon une étude de 2013. La drogue, autrefois produite par le régime afin d'être vendue à l'étranger, serait désormais fabriquée par des laboratoires clandestins qui ciblent la consommation interne.

## Dénominations
Aux États-Unis, elle est aussi appelée meth, crystal meth, ice ou encore Tina. En Thaïlande, où elle est présentée sous forme de cachets colorés et sucrés, elle est nommée yaa baa, le « médicament qui rend fou ». La méthamphétamine et son chlorhydrate (sel de l'amine avec le chlorure d'hydrogène, HCl) ont par ailleurs de très nombreuses dénominations. Au Japon, à Hong Kong, aux Philippines, en Malaisie et en Indonésie, elle est connue sous l'appellation shabu. La méthamphétamine a également été commercialisée sous diverses formes dont le Desoxyn, qui se présente sous forme de comprimés colorés et sucrés.
La méthamphétamine est également désignée au Canada sous les noms de beurre de pinotte, chalk, chicken feed, crank, glass, hawaiian salt, high speed, jib, Kool-Aid, kryptonite, meth, peach, pinotte, rock candy, sketch, soiks, spooch, stove top, T, Tina, tweak et zip.

## Dans les médias
De 2008 à 2013, la série Breaking Bad fait de la méthamphétamine l'un des éléments les plus importants de la série en centrant une partie de l'intrigue autour de sa production et de sa distribution.